# Sala Armoniei Supreme

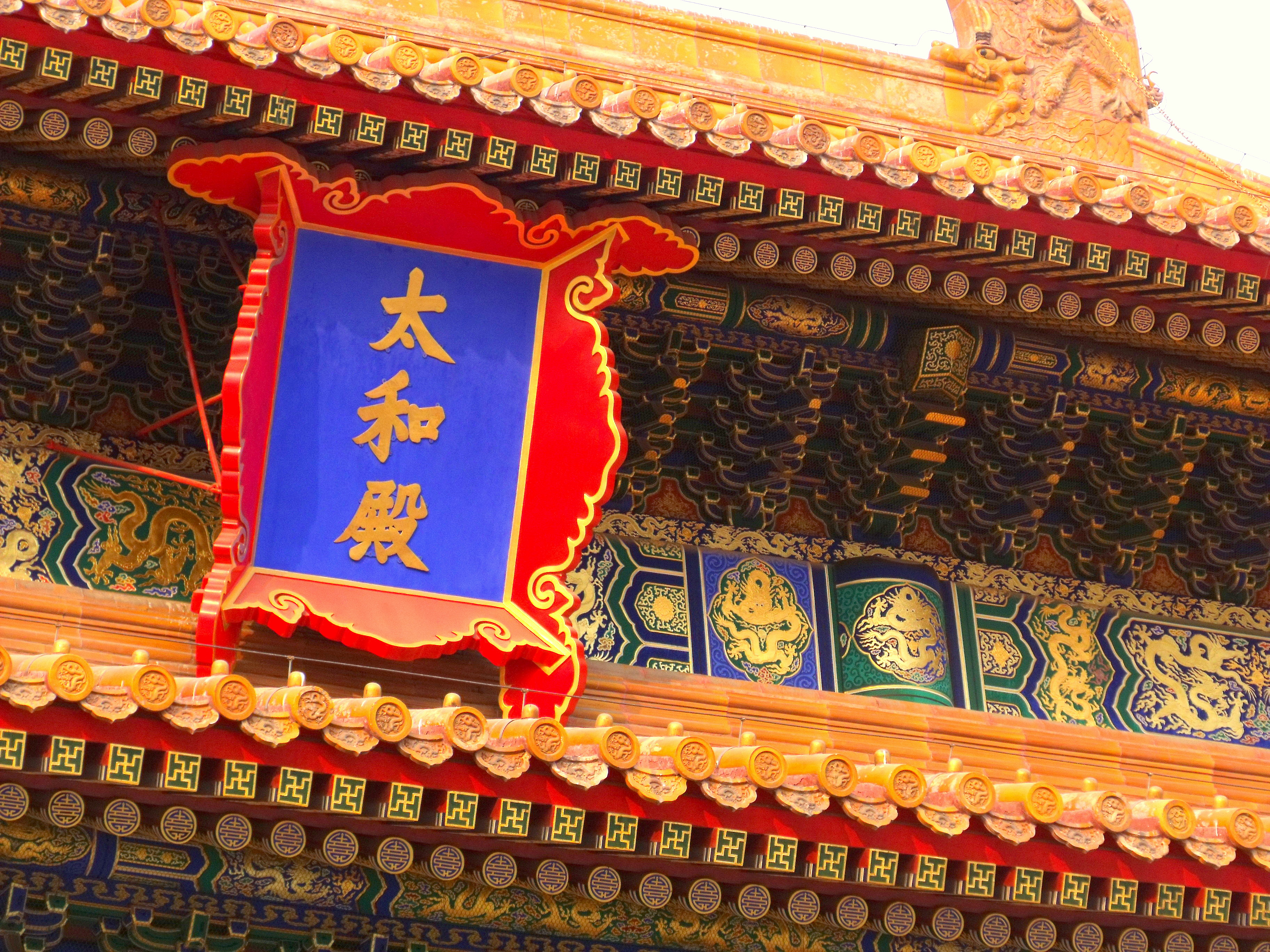
Tableta Sălii Armoniei Supreme

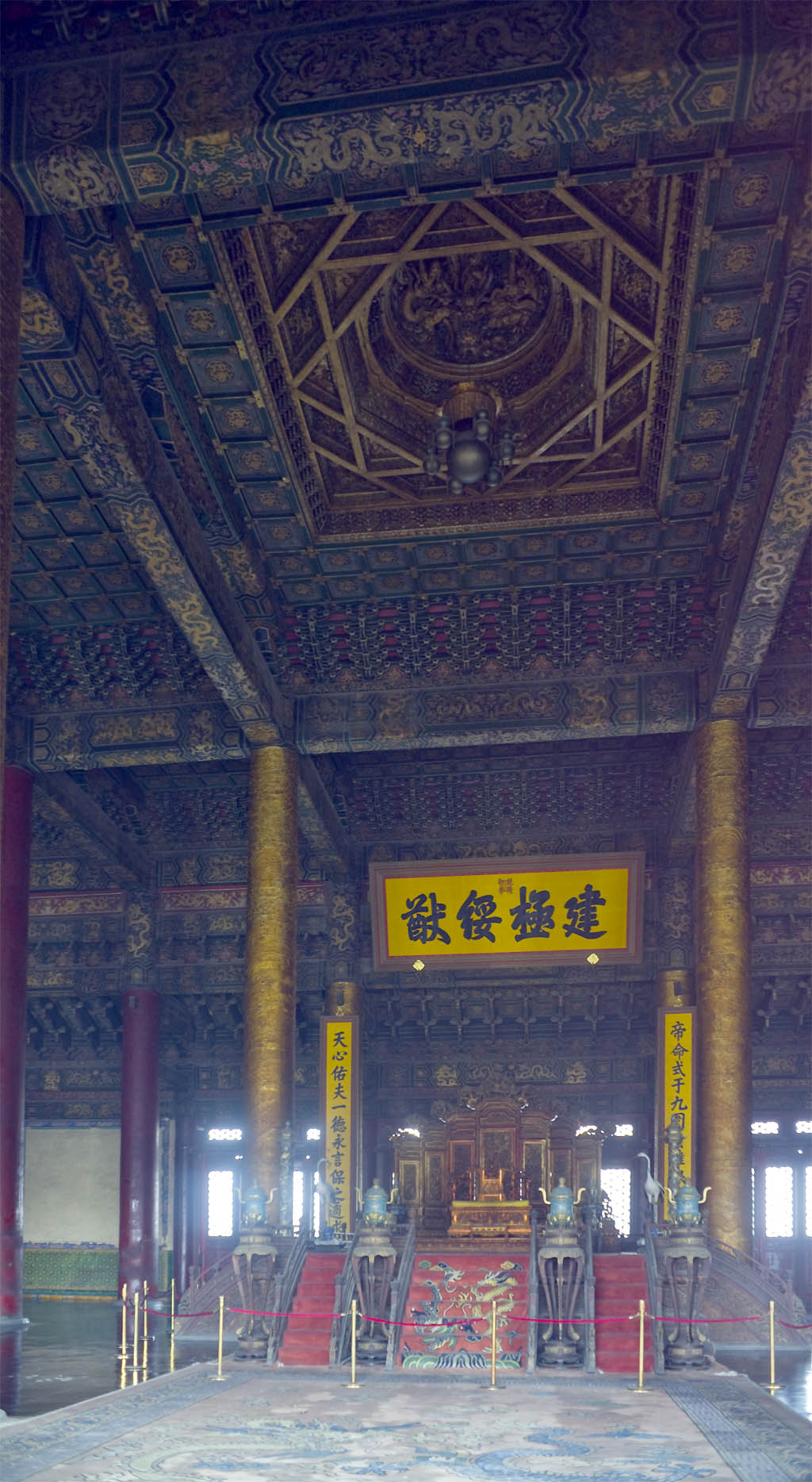
Tronul și tavanul

Sala Armoniei Supreme (în chineză simplificată: 太和殿; pinyin: Tài Hé Diàn; Möllendorff: amba hūwaliyambure deyen) este cea mai mare sală din Orașul Interzis din Beijing, China. Aceasta este situată pe axa sa centrală, în spatele Porții Armoniei Supreme. Construită pe o bază cu trei niveluri din marmură și înconjurată de arzătoare de tămâie din bronz, Sala Armoniei Supreme este una dintre cele mai mari structuri din lemn din China. Acesta a fost locul unde împărații din dinastiile Ming și Qing găzduiau ceremoniile de întronare și de nuntă. Numele Sălii a fost schimbat de mai multe ori de-a lungul ultimelor secole. Numele original era Fengtian Dian (奉天殿), în 1562 a fost schimbat în Huangji Dian (皇极殿), iar numele actual a fost dat de Împăratul Shunzhi al dinastiei Qing în 1645.
Împreună cu Sala Armoniei Centrale și Sala Păstrării Armoniei, cele trei săli constituie inima Curții Exterioare a Orașului Interzis.
Sala Armoniei Supreme are aproximativ 30 de metri înălțime față de nivelul pieței dimprejur. Este centrul ceremonial al puterii imperiale și cea mai mare structură din lemn existentă din China. Clădirea are 11 arcade la exterior, camera principală fiind formată din nouă arcade pe cinci arcade, numerele de nouă și cinci fiind simbolic legate de maiestatea Împăratului. Cei șase stâlpi din apropierea tronului imperial sunt acoperiți cu aur, iar întreaga zonă este decorată cu motive cu dragoni. Tronul Dragonului, în special, are cinci dragoni încolăciți pe spatele și brațele tronului. Ecranul din spate ilustrează seturi de nouă dragoni, reflectând din nou simbolismul „nouă-cinci”. Sala Armoniei Supreme dispune de un tron deosebit realizat din lemn de santal roșu, fiind folosit de împărații din dinastia Qing.
Amplasat în plafon, direct deasupra tronului, se află un cheson complex decorat cu un dragon încolăcit, din gura căruia iese un set de bile de metal asemănător unui candelabru, denumit „Oglinda Xuanyuan”, o referință la Împăratul Galben, un conducător chinez mitologic. Potrivit legendei, bilele de metal vor cădea și îl vor lovi mortal pe orice uzurpator al tronului.

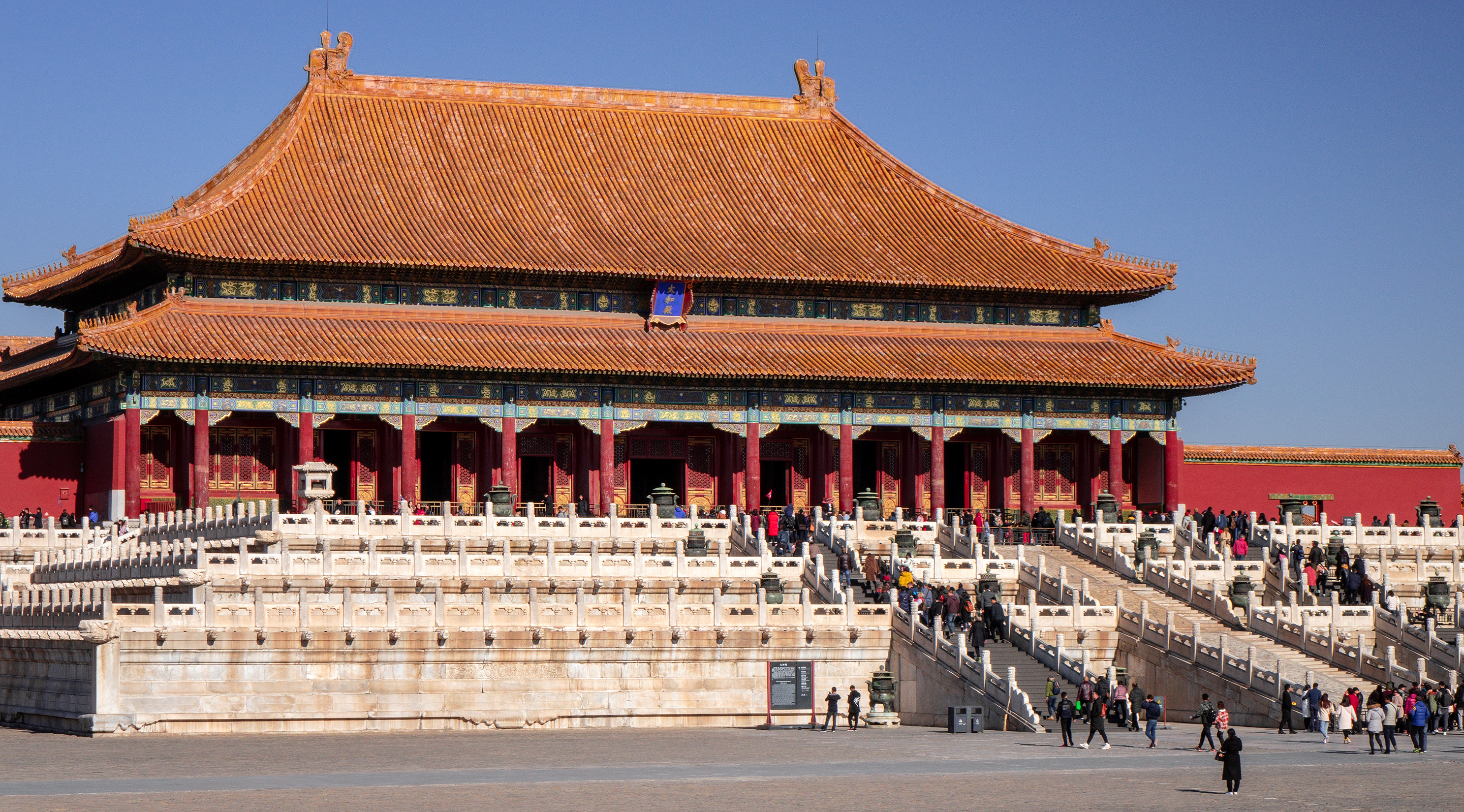
Sala Armoniei Supreme

În timpul dinastiei Ming, împărații țineau ședințele de curte în această sală pentru a discuta despre afacerile de stat. În timpul dinastiei Qing, împărații țineau ședințele de curte mult mai frecvent. Ca urmare, locul ședințelor a fost schimbat în Curtea Interioară, iar astfel Sala Armoniei Supreme era folosită doar pentru scopuri ceremoniale, precum întronări, învestituri și nunți imperiale.
Sala originală a fost construită în anul 1406, în timpul dinastiei Ming. A fost distrusă de șapte ori în incendii în timpul dinastiei Qing și reconstruită pentru ultima dată în 1695-1697. După o reconstrucție în secolul al XVI-lea, dimensiunile sălii s-au redus de la aproximativ 95 m lungime și 48 m lățime la dimensiunile actuale de 64 m pe 37 m. Motivul invocat pentru această micșorare a fost acela că nu s-au putut găsi bușteni suficient de mari.